# (12538) 1998 OH
(12538) 1998 OH est un astéroïde Apollon et aréocroiseur, classé comme potentiellement dangereux. Il fut découvert le 19 juillet 1998 par NEAT à l'observatoire du Haleakalā.